# 戈兰·格尔博维奇
戈兰·格尔博维奇（羅馬化：Goran Grbović，1961年2月9日—），塞尔维亚男子篮球运动员，司职小前锋。他曾代表南斯拉夫参加1987年国际篮联欧洲锦标赛，获得铜牌。